# Kromdraai
Kromdraai és una àrea de conservació protegida a la part oest de Gauteng, Sud-àfrica, prop de Krugersdorp. El seu nom prové de l'Afrikaans i vol dir 'Corba Tortuosa' després d'un giravolt en el serpenteig del Limpopo o Riu del Cocodril.
Llocs d'interès:
- Cova Maravella
- Sterkfontein